# Kurt Fränz

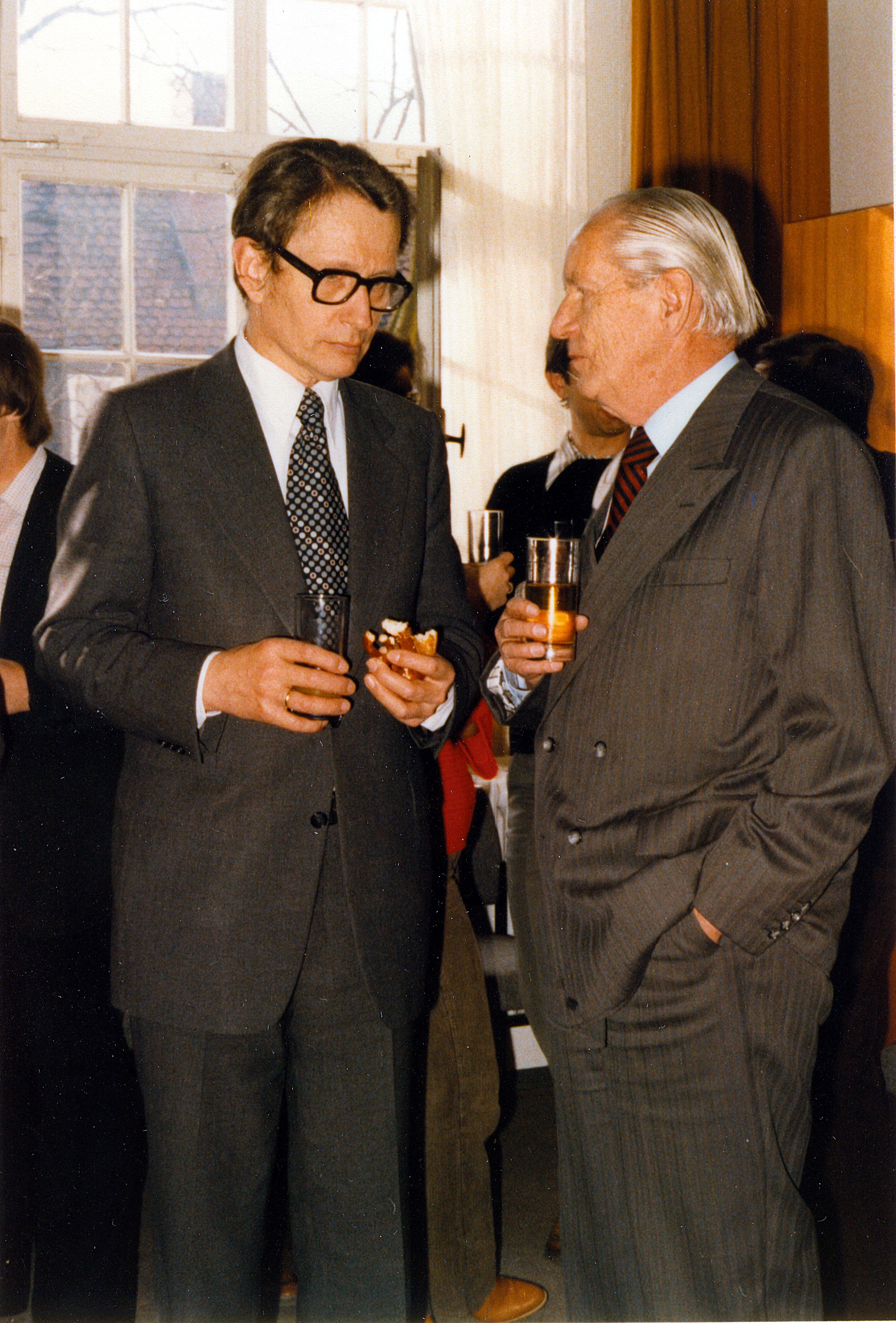
Kurt Fränz (rechts) im Gespräch mit Manfred Börner, seinem Nachfolger als Leiter des Forschungsinstituts der Firma Telefunken in Ulm

Kurt Fränz (* 2. Februar 1912 in Berlin; † 30. März 2002 in Ulm) war ein deutscher Elektrotechniker und Pionier der Antennentechnik. Später beschäftigte er sich mit dem Verhältnis zwischen Wissenschaft und Gesellschaft.

## Leben
Fränz übernahm 1934 mit Gustav Leithäuser die Leitung der Ionosphären-Expedition des Heinrich-Hertz-Instituts nach Tromsø und trat nach seiner Promotion 1936 in den Dienst der Firma Telefunken.
Hier machte er mit seinen Mitarbeitern die ersten radioastronomischen Beobachtungen in Deutschland. Als Antenne verwendeten sie eine Dipolwand. Von 1949 bis 1956 übernahm Fränz eine Professur für Radiophysik an der Universität Buenos Aires, 1961 eine Honorarprofessur an der TU München. Von 1964 bis 1976 war er Leiter des Forschungsinstituts von Telefunken als Nachfolger von Wilhelm Runge. 
Fränz war Bruder des Kernphysikers Hans Fränz.

## Auszeichnungen
- Dr. Ing. h. c. RWTH Aachen 1973
- Institute of Electrical and Electronics Engineers, Fellow
- Siegfried-Hartmann-Medaille der TELI 1976

## Werke
- Über die Streuungseigenschaften des Nebels; mit Fritz Born; Stuttgart, Franckh, 1935.[4]
- Antennen und Ausbreitung; Springer, 1956; mit Hans Lassen und Ludwig Bergmann.
- Die Peilschwankungs- und Feldstärkeregistrierungen der funktechnischen Expedition der Gesellschaft zur Förderung des Funkwesens nach Tromsö; Berlin, Springer, 1936; OCLC: 50963439.
- Humanismus und Technik. Variationen über ein altes Thema; Opladen: Westdeutscher Verlag; 1978 (zur Sitzung d. Klasse für Geisteswiss. u.d. Klasse für Natur-, Ingenieur- u. Wirtschaftswiss. am 28. September 1977 in Düsseldorf).

## Zitate
- „Wenn die menschliche Gesellschaft in hundert Jahren noch irgendwo zivilisiert ist, wird man sich mit einer gewissen Wehmut an die lieben Druckwasser- und Siedewasserreaktoren erinnern, etwa so, wie man heute gern an die großväterliche Dampflokomotive denkt.“